# Солива (Бергамо)
Солива је насеље у Италији у округу Бергамо, региону Ломбардија.
Према процени из 2011. у насељу је живело 12 становника. Насеље се налази на надморској висини од 950 м.